# La Chute de Vulcain
La Chute de Vulcain – en italien, Vulcano curato dagli abitanti di Lemno – est un tableau réalisé vers 1490 par le peintre italien Piero di Cosimo. Cette peinture à l'huile et a tempera sur panneau est une peinture mythologique qui représente le jeune Vulcain entouré par des nymphes de Lemnos après sa chute de l'Olympe. Achetée en 1932, l'œuvre est conservée au Wadsworth Atheneum, à Hartford, dans le Connecticut, aux États-Unis. Tout comme ce tableau, une commande de Francesco del Pugliese, elle a pour pendant Vulcain et Éole, au musée des beaux-arts du Canada, à Ottawa, dans l'Ontario, au Canada.

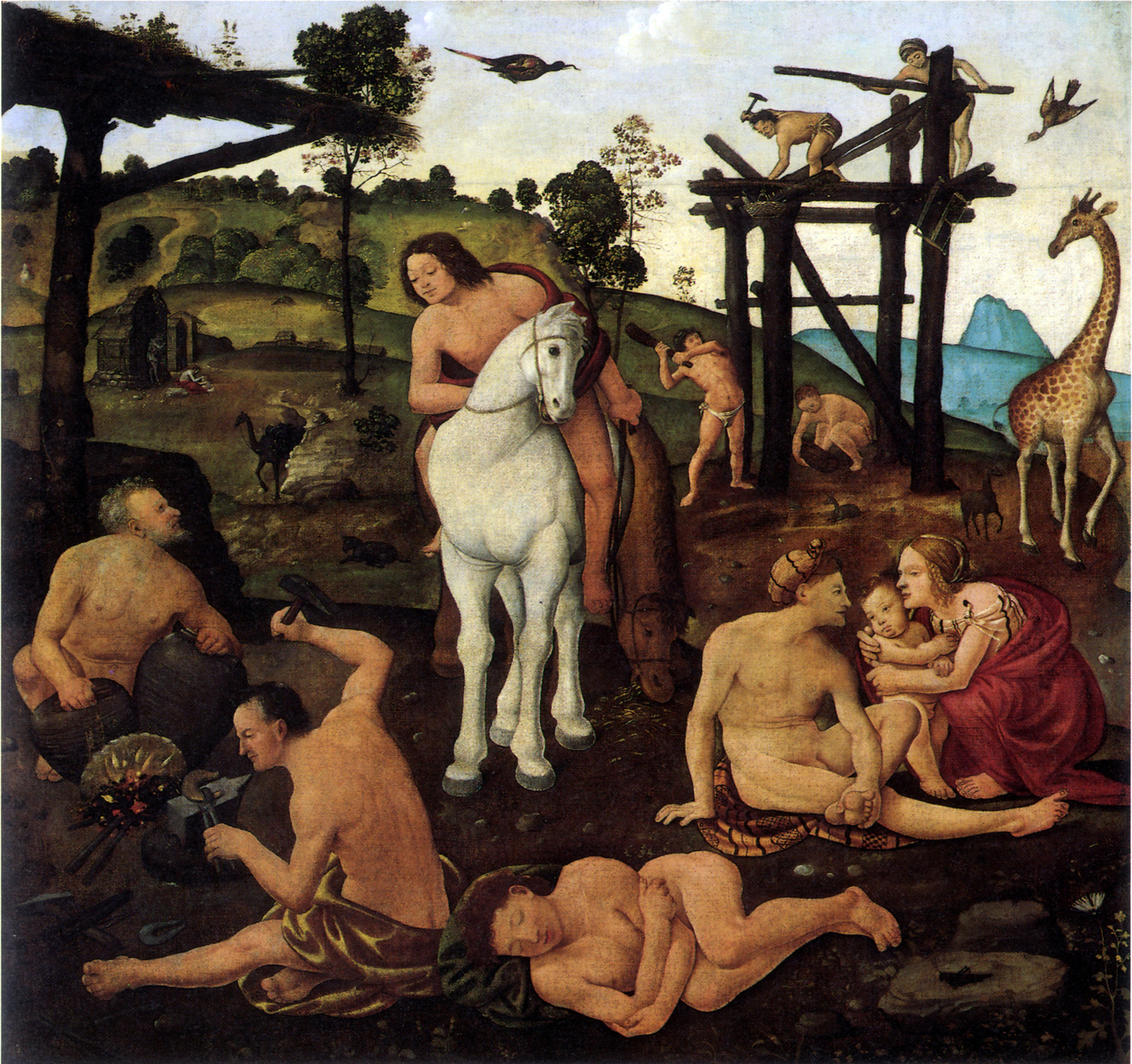
Vulcain et Éole, vers 1490 Musée des beaux-arts du Canada, Ottawa.